# Maszyny proste

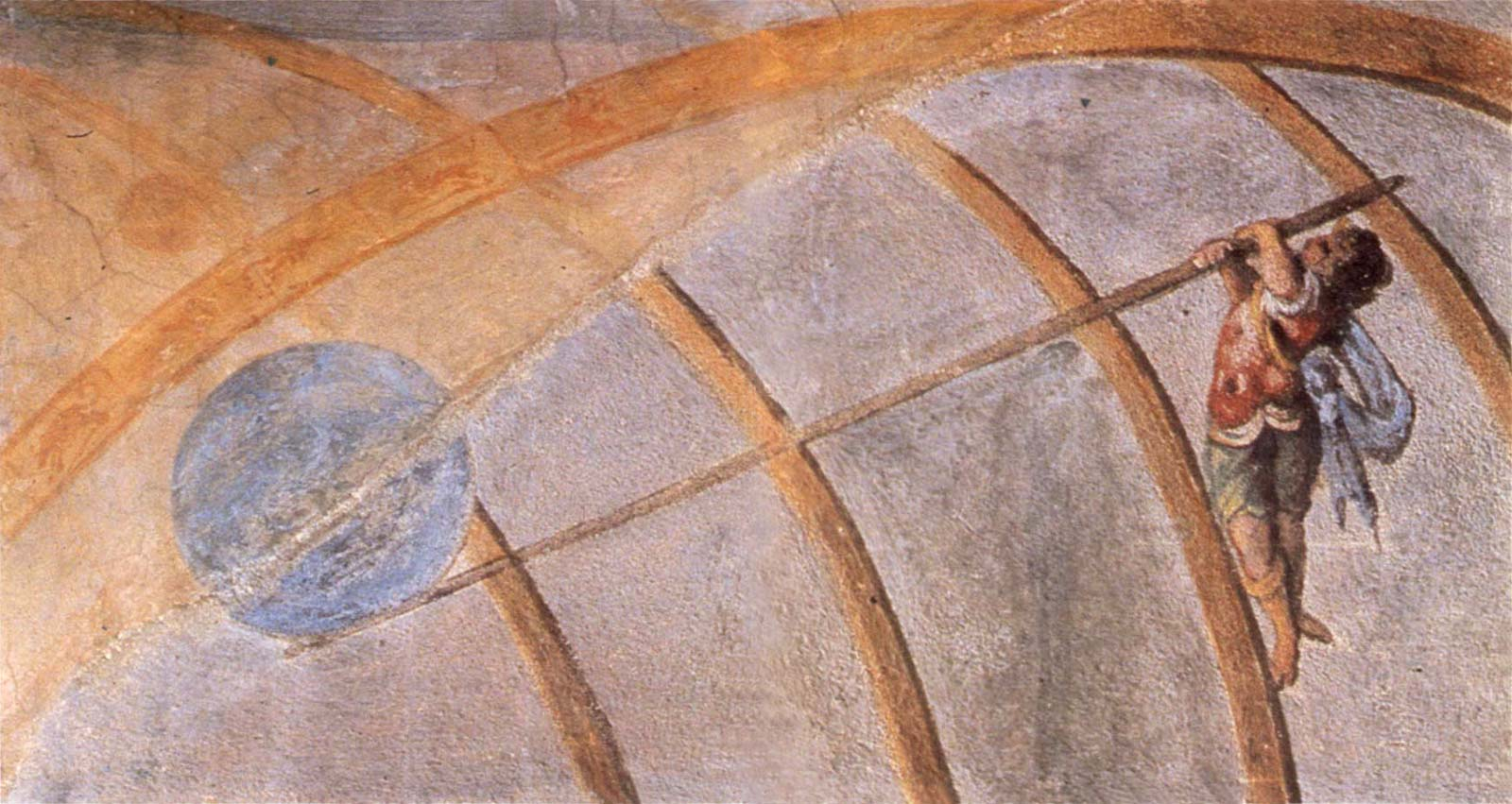
Archimedes poruszający Ziemię za pomocą maszyny prostej - dźwigni. Fresk w Galerii Uffizi

Maszyny proste – idealizacje rzeczywistych mechanizmów i urządzeń mechanicznych. Stosowane bywają w celu prostego wyjaśnienia działania tych mechanizmów. Maszyny proste pozwalają określić wzajemne relacje pomiędzy siłami napędzającymi, a użytecznymi - w stanach równowagi, w warunkach spoczynku, w ruchu jednostajnym postępowym lub obrotowym przy pominięciu sił tarcia i inercji układu.
Istotną cechą maszyny prostej jest zasada zachowania energii: praca wykonana przez mniejszą siłę napędzającą na dłuższej drodze jest równa pracy większej siły użytecznej na krótszej drodze.
Przykładem może być drążek użyty jako dźwignia prosta, którą można podnieść ciężki przedmiot, działając mniejszą siłą, niż wynosi ciężar danego przedmiotu. Jednak punkt przyłożenia siły do drążka pokonuje drogę odpowiednio większą od tej, którą pokonuje podnoszony ciężar.
Podstawowymi maszynami prostymi są dźwignia i równia pochyła. Działanie wszystkich innych maszyn można wyjaśnić, posługując się ideą tych dwóch pierwszych. Wszystkie bardziej złożone urządzenia typu maszynowego wykorzystują zasady maszyn prostych.

## Podział
Do maszyn prostych zalicza się:
- obrotowe 
  - dźwignia
  - kołowrót
  - przekładnia (zębata, cierna, pasowa, łańcuchowa, śrubowa)
  - blok (bloczek, krążek)
    - bloczek przesuwny
    - bloczek stały

  - wielokrążek
- przesuwne 
  - równia pochyła
  - klin
  - śruba